# 大衛·福克斯
大衛·福克斯（英語：David Fox，1950年12月30日—）是美國的男性電子遊戲設計師、遊戲總監。除有開發LucasArts公司所推出遊戲經歷外，也曾在1977年於加州馬林縣一帶成立世上第一棟可供大眾使用電腦設備的公共場所。

## 生平

### 早年
在十一歲時期，福克斯曾在垃圾桶中找尋到漢納巴伯拉動畫公司所扔棄的《摩登原始人》塞璐璐畫稿；之後將此製作了一部簡易的8釐米卡通片。
而從索諾馬州立大學結束學業後，1977年福克斯與他的妻子安妮·福克斯（Anne Fox）於馬林縣成立了一座名爲馬林電腦中心（Marin Computer Center）；可供大眾自由使用電腦的場所。另也有出版數本有關電腦動畫、及BASIC程式語言內容書籍。

### LucasArts時期
在進入盧卡斯影業旗下的電子遊戲部門LucasArts（當時稱為 Lucasfilm Games）後，福克斯除擔任遊戲設計師外，也在1986年擔任遊戲總監發行一款改編自奇幻電影《魔王迷宮》的同名作品；此亦爲LucasArts首部推出的冒險類型遊戲。
後續福克斯除與羅恩·吉伯特等人開發《瘋狂大樓》、《異形大進擊》等遊戲外，也曾擔任LucasArts和休斯飛機公司合力開發之多人電子娛樂設備「Mirage」的相關娛樂產品經理。

### 離任LucasArts
從LucasArts離職後，福克斯有前往Rocket Science Games公司繼續擔任遊戲設計師外。之後也有在網路公司Talk City, Inc.、或科技商New Trust等其它新興科技公司就職。
在2014年曾在LucasArts和福克斯共事的羅恩·吉伯特與蓋瑞·溫尼克開始構思一款模仿過往年代風格的冒險遊戲《銀蓮公園》，隨後福克斯也加入他們的開發團隊擔任程式設計。

## 參與遊戲作品
- Rescue on Fractalus!（1984年）：遊戲總監、製作人、作品概念、設計師
- Turbo Sub（1986年）：製作群
- 魔王迷宮：設計師、程式開發
- 瘋狂大樓（1987年）：劇本
- 異形大進擊（1988年）：遊戲總監、製作人、程式開發
- 聖戰奇兵（1989年）：劇本
- 紗之器（1990年）：麥金塔版本生成
- 納粹飛行秘史（1991年）：業務總監
- Cadillacs and Dinosaurs: The Second Cataclysm（1994年）：劇本
- 銀蓮公園（2016年）：程式開發
- 重返猴島（2022年）：程式開發

## 著書
- PASCAL Primer（1981年 ISBN 978-0672217937）
- Armchair Basic: An Absolute Beginner's Guide to Programming in Basic（1983年 ISBN 978-0070478589）
- Computer Animation Primer（1984年 ISBN 978-0070217423）

## 外部連結
- 大衛·福克斯的X（前Twitter）
- 大衛·福克斯的Facebook專頁